# Pontgibaud
Pontgibaud est une commune française située dans le département du Puy-de-Dôme, en région Auvergne-Rhône-Alpes.
Ses habitants sont appelés les Gibaldipontins.

## Géographie

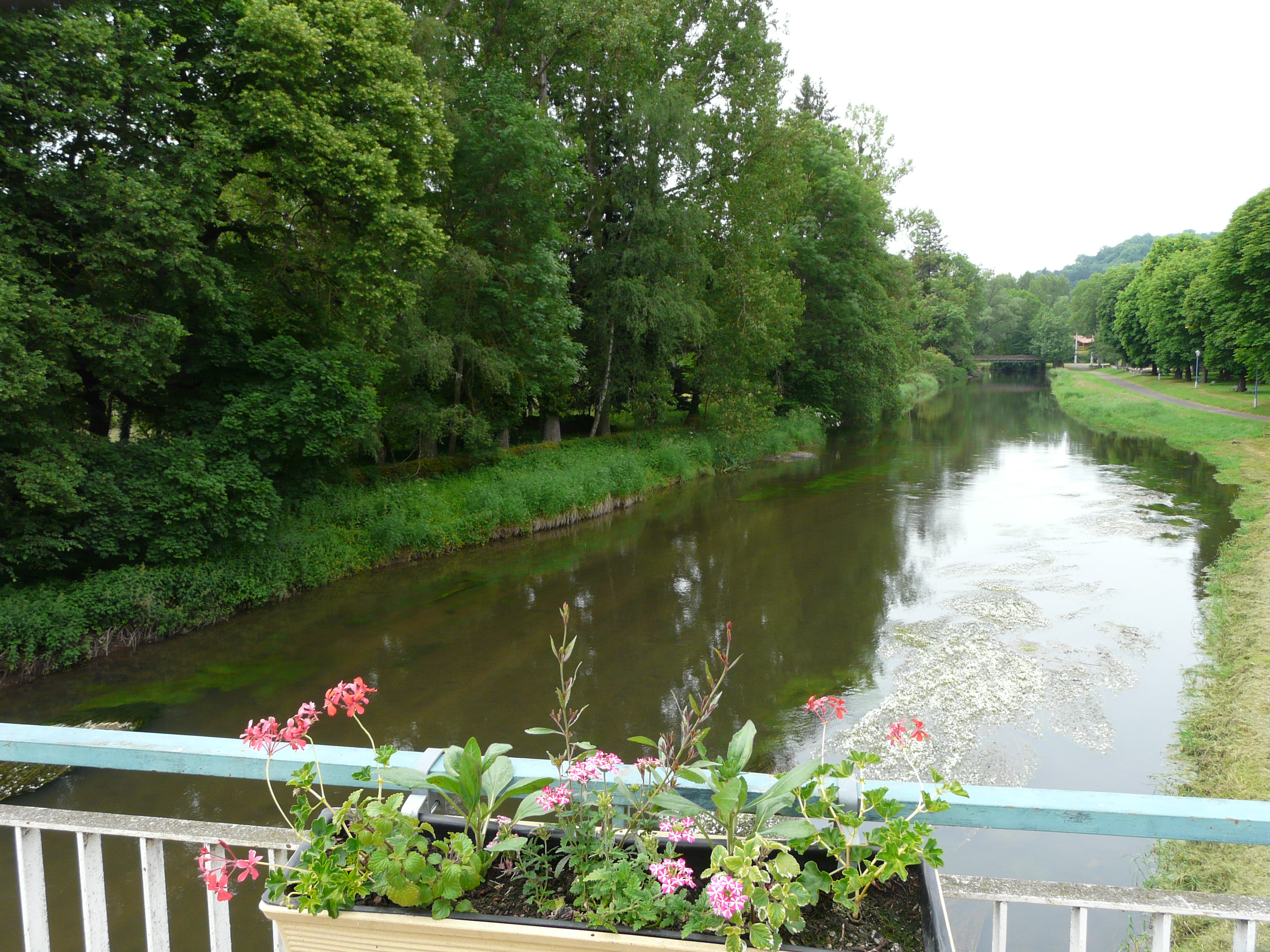
La Sioule à Pontgibaud.

Incluse dans l'aire d'attraction de Clermont-Ferrand, et située dans la partie ouest du département du Puy-de-Dôme, la commune de Pontgibaud est traversée du sud vers le nord par la Sioule, un affluent de l'Allier.
L'altitude minimale, 639 mètres, se trouve à l'extrême nord, là où la Sioule quitte le territoire communal et sert de limite à ceux de Bromont-Lamothe et de Saint-Ours. L'altitude maximale avec 779 mètres est localisée à l'est, sur la cheire de Pontgibaud, en limite de la commune de Saint-Ours.
Établi en rive droite de la Sioule, le long de la route départementale (RD) 943, le bourg de Pontgibaud se situe en distances orthodromiques, 19 kilomètres au nord-ouest du centre-ville de Clermont-Ferrand.
La gare de Pontgibaud se trouve sur la ligne ferroviaire d'Eygurande - Merlines à Clermont-Ferrand. Le territoire communal est également desservi par les RD 986, qui marque la limite ouest de la commune, et 578. L'autoroute A89 passe à proximité immédiate, à l'ouest, sur la commune limitrophe de Bromont-Lamothe, où se trouve l'échangeur no 26.

### Communes limitrophes
|                 |                         | Saint-Ours |
| Bromont-Lamothe | Pontgibaud              |            |
|                 | Saint-Pierre-le-Chastel |            |

### Climat
Pour des articles plus généraux, voir Climat d'Auvergne-Rhône-Alpes et Climat du Puy-de-Dôme.
En 2010, le climat de la commune est de type climat des marges montargnardes, selon une étude du Centre national de la recherche scientifique s'appuyant sur une série de données couvrant la période 1971-2000. En 2020, Météo-France publie une typologie des climats de la France métropolitaine dans laquelle la commune est exposée à un climat de montagne ou de marges de montagne et est dans la région climatique  Ouest et nord-ouest du Massif Central, caractérisée par une pluviométrie annuelle de 900 à 1 500 mm, maximale en automne et en hiver. 
Pour la période 1971-2000, la température annuelle moyenne est de 9,2 °C, avec une amplitude thermique annuelle de 15,4 °C. Le cumul annuel moyen de précipitations est de 979 mm, avec 11,2 jours de précipitations en janvier et 8,1 jours en juillet. Pour la période 1991-2020, la température moyenne annuelle observée sur la station météorologique de Météo-France la plus proche, « Gelles », sur la commune de Gelles à 10 km à vol d'oiseau, est de 9,5 °C et le cumul annuel moyen de précipitations est de 1 026,1 mm,. Pour l'avenir, les paramètres climatiques de la commune estimés pour 2050 selon différents scénarios d'émission de gaz à effet de serre sont consultables sur un site dédié publié par Météo-France en novembre 2022.

## Urbanisme

### Typologie
Au 1er janvier 2024, Pontgibaud est catégorisée commune rurale à habitat dispersé, selon la nouvelle grille communale de densité à sept niveaux définie par l'Insee en 2022.
Elle est située hors unité urbaine. Par ailleurs la commune fait partie de l'aire d'attraction de Clermont-Ferrand, dont elle est une commune de la couronne,. Cette aire, qui regroupe 209 communes, est catégorisée dans les aires de 200 000 à moins de 700 000 habitants,.

### Occupation des sols

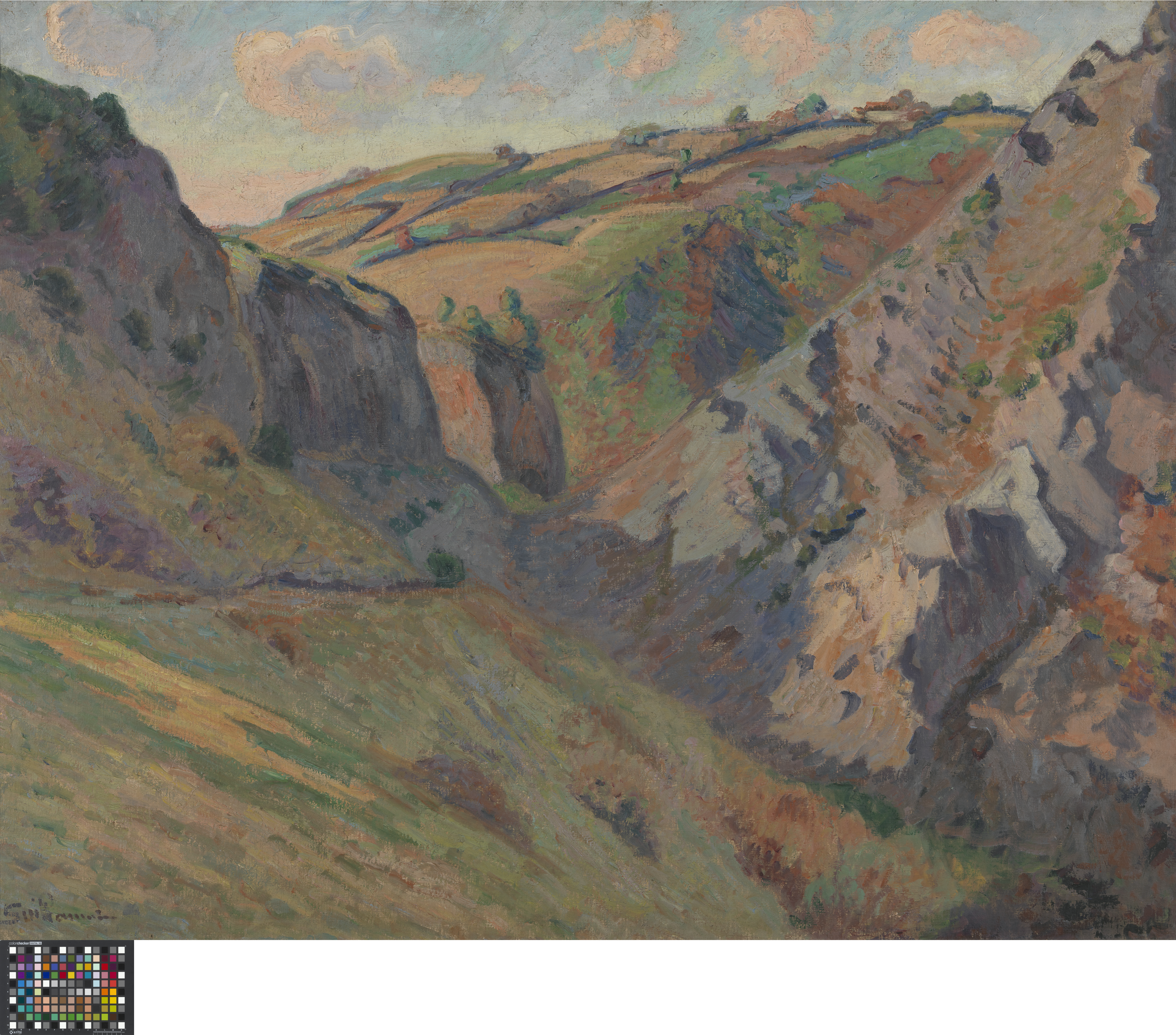
Les Grottes de Prunal près de Pontgibaud, vers 1890
Armand Guillaumin
Musée des Beaux-Arts de Gand

L'occupation des sols de la commune, telle qu'elle ressort de la base de données européenne d’occupation biophysique des sols Corine Land Cover (CLC), est marquée par l'importance des territoires agricoles (59,6 % en 2018), une proportion sensiblement équivalente à celle de 1990 (60,3 %). La répartition détaillée en 2018 est la suivante : prairies (43,3 %), forêts (30,8 %), zones agricoles hétérogènes (16,3 %), zones urbanisées (9,6 %). L'évolution de l’occupation des sols de la commune et de ses infrastructures peut être observée sur les différentes représentations cartographiques du territoire : la carte de Cassini (XVIIIe siècle), la carte d'état-major (1820-1866) et les cartes ou photos aériennes de l'IGN pour la période actuelle (1950 à aujourd'hui).

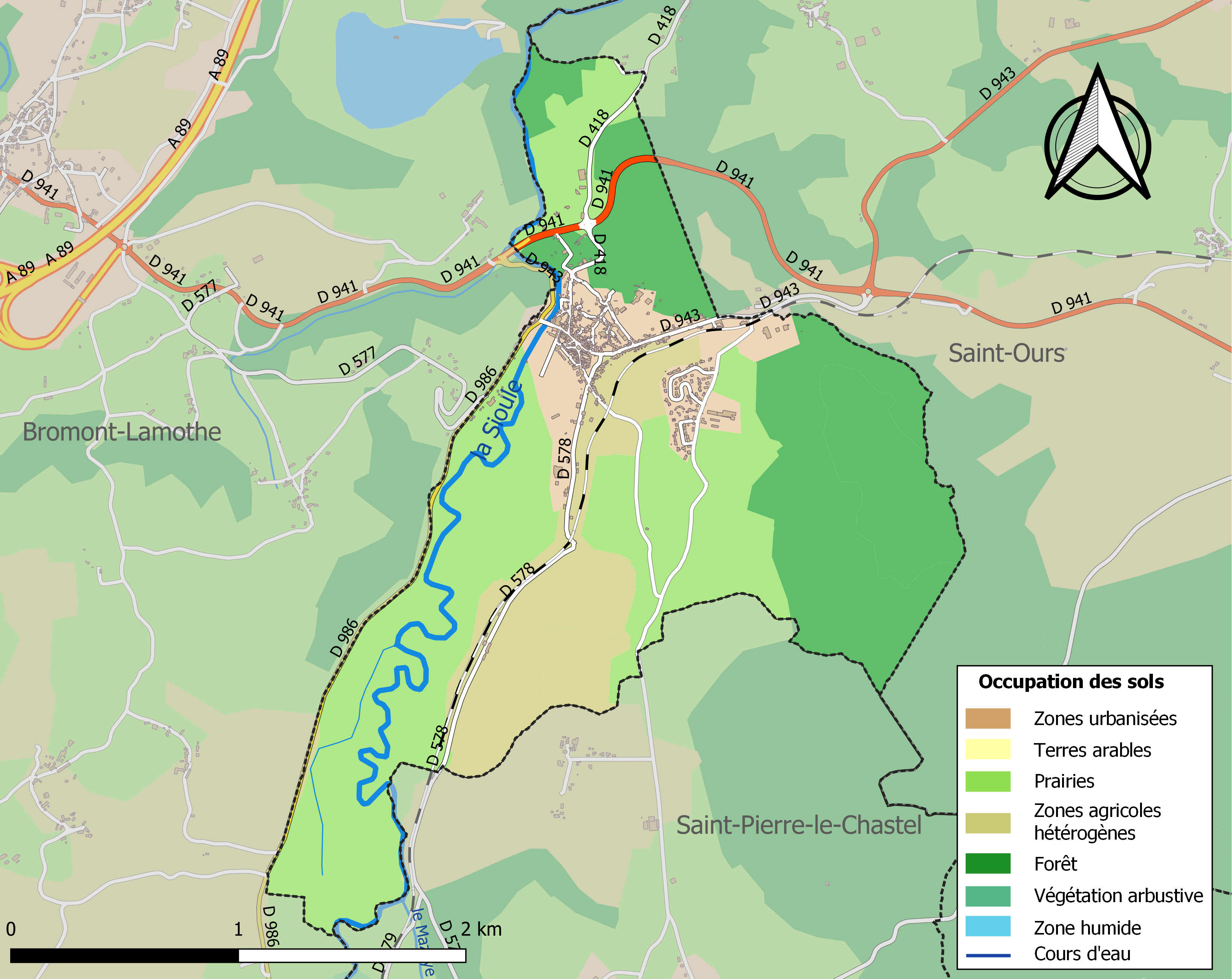
Carte des infrastructures et de l'occupation des sols de la commune en 2018 (CLC).

## Toponymie
Attesté à l'époque médiévale sous le nom Pons Gibaldi, littéralement le Pont de Gibaud, qui aurait été construit par Giwald, voire par son père le comte d'Auvergne Sigewald.

## Histoire

### Antiquité
Une mine de plomb-argent est exploitée à l'époque gallo-romaine sur le territoire de la commune de Pontgibaud.

### Époque médiévale

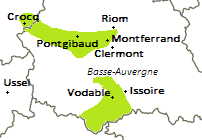
Dauphiné d'Auvergne aux.

La ville de Pontgibaud est à l'époque médiévale une des principales villes du Dauphiné d'Auvergne et une place forte des Dauphins d'Auvergne, qui firent dans ce but construire le Château-Dauphin. Le 1er mars 1490, la ville, l'église et le château sont fortement touchés par un important séisme dont l'épicentre se situait à proximité. De nombreux habitants auraient péri dans l'écroulement de leurs maisons.

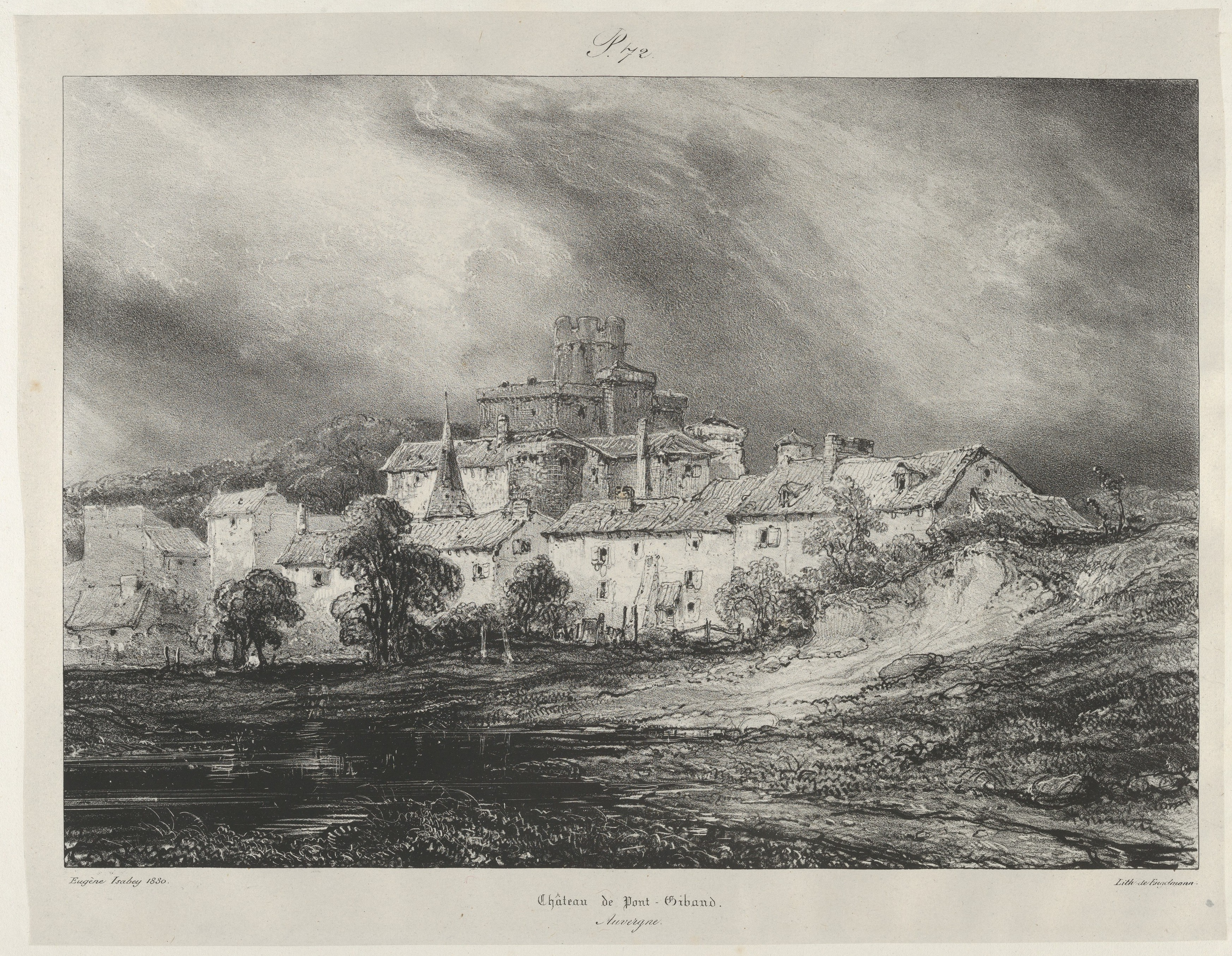
Eugène Isabey : Le château de Pont-Gibaud (1831, Metropolitan Museum of Art.)

### Époque moderne
L'histoire de Pontgibaud est marquée par l'exploitation minière, en particulier celle du plomb argentifère, la commune et ses voisines, comme Saint-Pierre-le-Chastel, sont en effet située sur une importante zone polymétallique. Les filons furent exploités dès l'époque romaine. L'époque de plus grande exploitation se situe dans la seconde moitié du XIXe siècle ; la mine, qui emploie 800 personnes en 1880, est la plus importante mine d'argent en France. Sa fermeture en 1898 est une catastrophe pour l'économie locale. Le paysage de la commune et de ses environs reste marqué par cette activité : présence de trous de mines et de ruines de bâtiments miniers, présence d'importants terrils stériles.

## Politique et administration

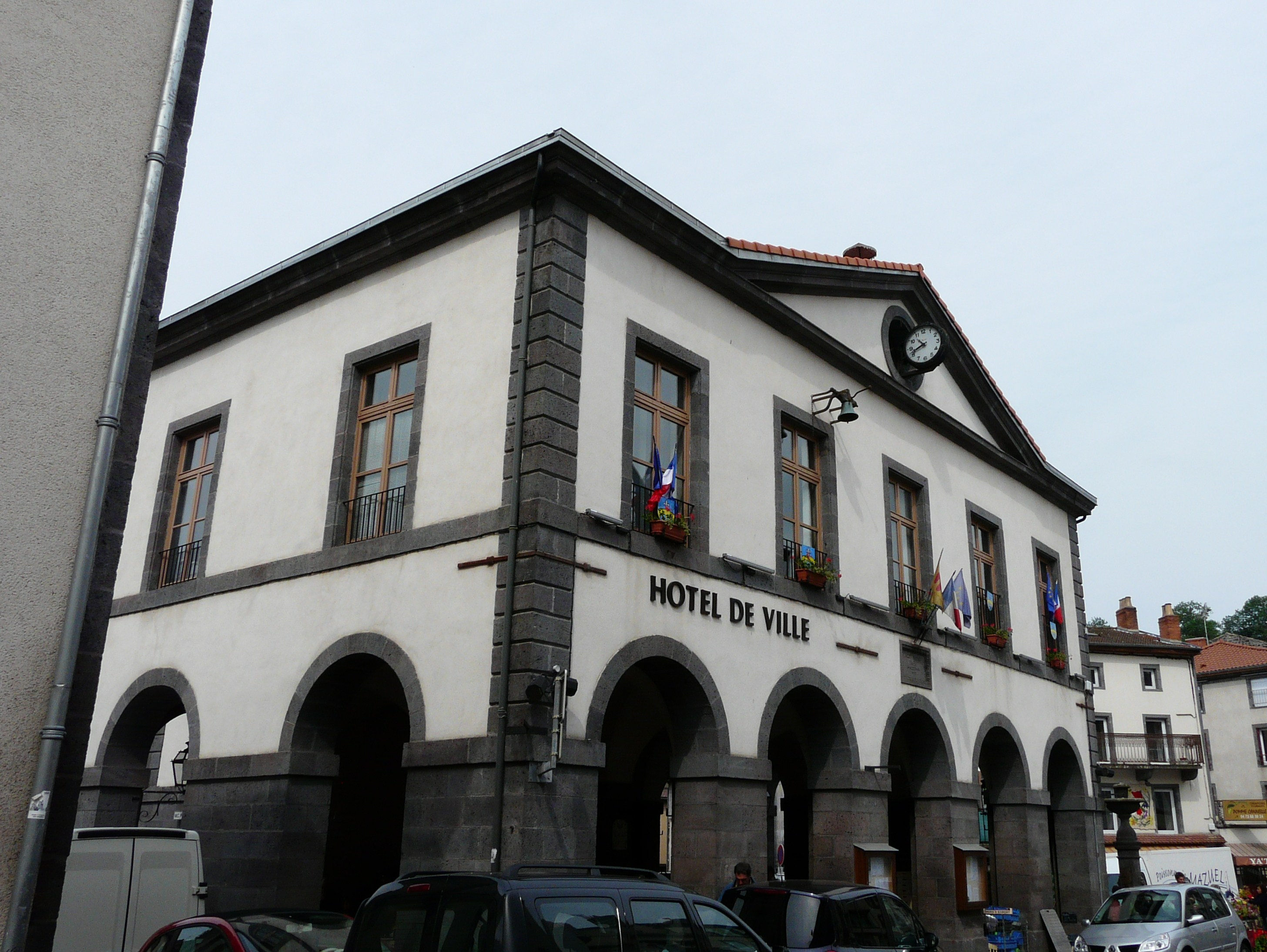
L'hôtel de ville.

### Découpage territorial
La commune de Pontgibaud est membre de la communauté de communes Chavanon Combrailles et Volcans, un établissement public de coopération intercommunale (EPCI) à fiscalité propre créé le 1er janvier 2017 dont le siège est à Pontaumur. Ce dernier est par ailleurs membre d'autres groupements intercommunaux. Jusqu'en 2016, elle était le siège de la communauté de communes Pontgibaud Sioule et Volcans.
Sur le plan administratif, elle est rattachée à l'arrondissement de Riom, à la circonscription administrative de l'État du Puy-de-Dôme et à la région Auvergne-Rhône-Alpes. Avant mars 2015, elle était chef-lieu de canton.
Sur le plan électoral, elle dépend du canton de Saint-Ours pour l'élection des conseillers départementaux, depuis le redécoupage cantonal de 2014 entré en vigueur en 2015, et de la deuxième circonscription du Puy-de-Dôme pour les élections législatives, depuis le dernier découpage électoral de 2010 (sixième circonscription avant 2010).

### Élections municipales et communautaires

#### Élections de 2020
Le conseil municipal de Pontgibaud, commune de moins de 1 000 habitants, est élu au scrutin majoritaire plurinominal à deux tours avec candidatures isolées ou groupées et possibilité de panachage. Compte tenu de la population communale, le nombre de sièges à pourvoir lors des élections municipales de 2020 est de 15. Sur les 43 candidats en lice, aucun n'a été élu au premier tour, le 15 mars 2020, malgré un taux de participation de 75,66 %. Les quinze conseillers à élire ont été élus au second tour, qui se tient le 28 juin 2020 du fait de la pandémie de Covid-19, avec un taux de participation de 74,04 %.

#### Chronologie des maires
| Période                                  | Période                         | Identité                 | Étiquette  | Qualité                    |
| ---------------------------------------- | ------------------------------- | ------------------------ | ---------- | -------------------------- |
| Les données manquantes sont à compléter. |                                 |                          |            |                            |
| 1803                                     | 1808                            | André Imbert             |            |                            |
| 1808                                     | 1815                            | Jean Baptise Enjelvin    |            |                            |
| 1815                                     | 1848                            | Gilbert Annet Sersiron   |            |                            |
| 1849                                     |                                 | Alphonse Pallu           |            | Conseiller général         |
| 1854                                     |                                 | François Benoit Boutarel |            |                            |
| 1865                                     | 1867                            | Pierre Ratoin            |            |                            |
| 1867                                     | 1870                            | André Barnicaud          |            |                            |
| 1870                                     | 1874                            | Jean Baptiste Johannel   |            |                            |
| 1874                                     | 1878                            | Gabriel Biard            |            |                            |
| 1878                                     |                                 | Jean Baptiste Johannel   |            |                            |
| 1881                                     | 1882                            | Jean Baptiste Langlais   |            |                            |
| 1882                                     |                                 | Guillaume Boutarel       |            |                            |
| 1885                                     | 1888                            | Jean Baptiste Langlais   |            |                            |
| 1888                                     | 1905                            | Guillaume Boutarel       |            |                            |
| 1905                                     |                                 | Comte de Pontgibaud      |            |                            |
|                                          |                                 |                          |            |                            |
| avant 1951                               | ?                               | Fernand Andant           | DVG        |                            |
|                                          |                                 |                          |            |                            |
| mars 2001                                | avril 2014                      | Gaston Matarin           | ? puis UMP | Fonctionnaire des Finances |
| avril 2014                               | juillet 2020                    | Jean-Pierre Ouachem      |            |                            |
| juillet 2020                             | En cours (au 10 septembre 2021) | Jean-Jacques Lassalas    |            | Responsable sécurité       |

Pontgibaud possède une gendarmerie.

## Population et société

### Démographie
L'évolution du nombre d'habitants est connue à travers les recensements de la population effectués dans la commune depuis 1793. Pour les communes de moins de 10 000 habitants, une enquête de recensement portant sur toute la population est réalisée tous les cinq ans, les populations de référence des années intermédiaires étant quant à elles estimées par interpolation ou extrapolation. Pour la commune, le premier recensement exhaustif entrant dans le cadre du nouveau dispositif a été réalisé en 2006.

En 2022, la commune comptait 715 habitants, en évolution de −5,3 % par rapport à 2016 (Puy-de-Dôme : +2,1 %, France hors Mayotte : +2,11 %).
| 1793 | 1800 | 1806 | 1821 | 1831 | 1836 | 1841 | 1846 | 1851 |
| ---- | ---- | ---- | ---- | ---- | ---- | ---- | ---- | ---- |
| 612  | 624  | 814  | 745  | 847  | 940  | 937  | 930  | 986  |

| 1856  | 1861  | 1866  | 1872  | 1876  | 1881  | 1886  | 1891  | 1896  |
| ----- | ----- | ----- | ----- | ----- | ----- | ----- | ----- | ----- |
| 1 101 | 1 087 | 1 116 | 1 192 | 1 261 | 1 162 | 1 157 | 1 067 | 1 004 |

| 1901 | 1906 | 1911 | 1921 | 1926 | 1931 | 1936 | 1946 | 1954 |
| ---- | ---- | ---- | ---- | ---- | ---- | ---- | ---- | ---- |
| 868  | 800  | 783  | 860  | 812  | 782  | 762  | 878  | 755  |

| 1962 | 1968 | 1975 | 1982 | 1990 | 1999 | 2006 | 2011 | 2016 |
| ---- | ---- | ---- | ---- | ---- | ---- | ---- | ---- | ---- |
| 654  | 724  | 723  | 750  | 801  | 776  | 768  | 716  | 755  |

| 2021 | 2022 | - | - | - | - | - | - | - |
| ---- | ---- | - | - | - | - | - | - | - |
| 731  | 715  | - | - | - | - | - | - | - |

## Économie
La ville accueille un ensemble de commerces de proximité (alimentaire, banque...), un camping municipal et un ensemble d'hôtel et de maisons d'hôtes. L'exploitation de la mine s'est arrêtée il y a plus d'un siècle.

## Culture locale et patrimoine

### Lieux et monuments
- Église Saint-Benoit des XIIIe et XIXe siècles.
- Le Château-Dauphin de Pontgibaud a été construit au XIIIe siècle et complété jusqu'au XVe siècle. L'ensemble du domaine comprenant également une chapelle, des communs et un potager, est classé au titre des monuments historiques depuis 1995[32].
- Au sud-ouest immédiat du Château-Dauphin et lui faisant face, une porte de l'ancienne enceinte de la ville date du XVe siècle. Elle est également classée au titre des monuments historiques, depuis 1886[33].
- À proximité de l'hôtel de ville, à l'angle de la rue de la Gendarmerie et de la place de la Chabanne, un immeuble du XVe siècle présente une fenêtre à meneaux et une échauguette, appelée « tour aux Chausses[34] ». L'immeuble est inscrit au titre des monuments historiques, depuis 1973[35].

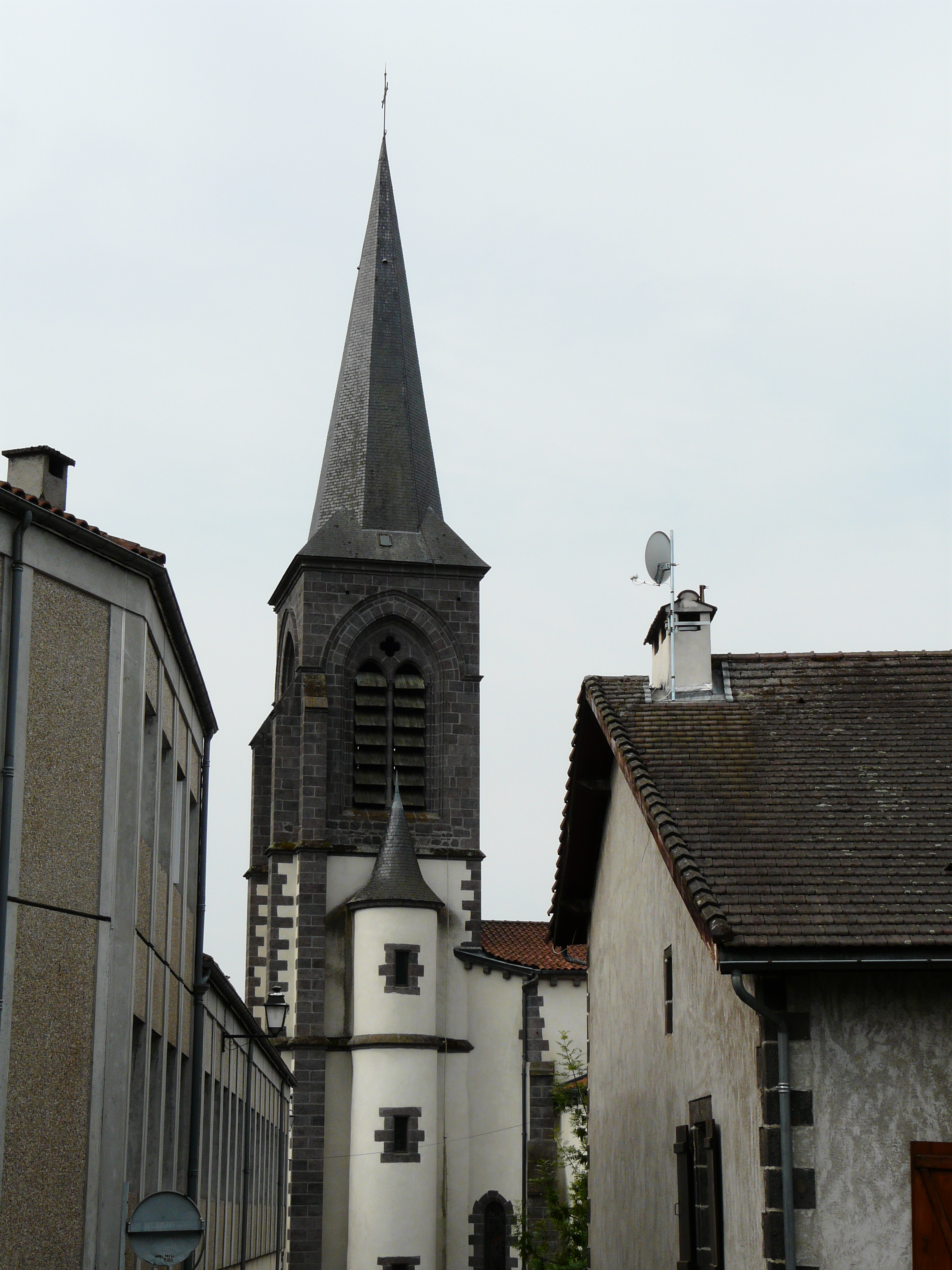
Le clocher de l'église Saint-Benoît.
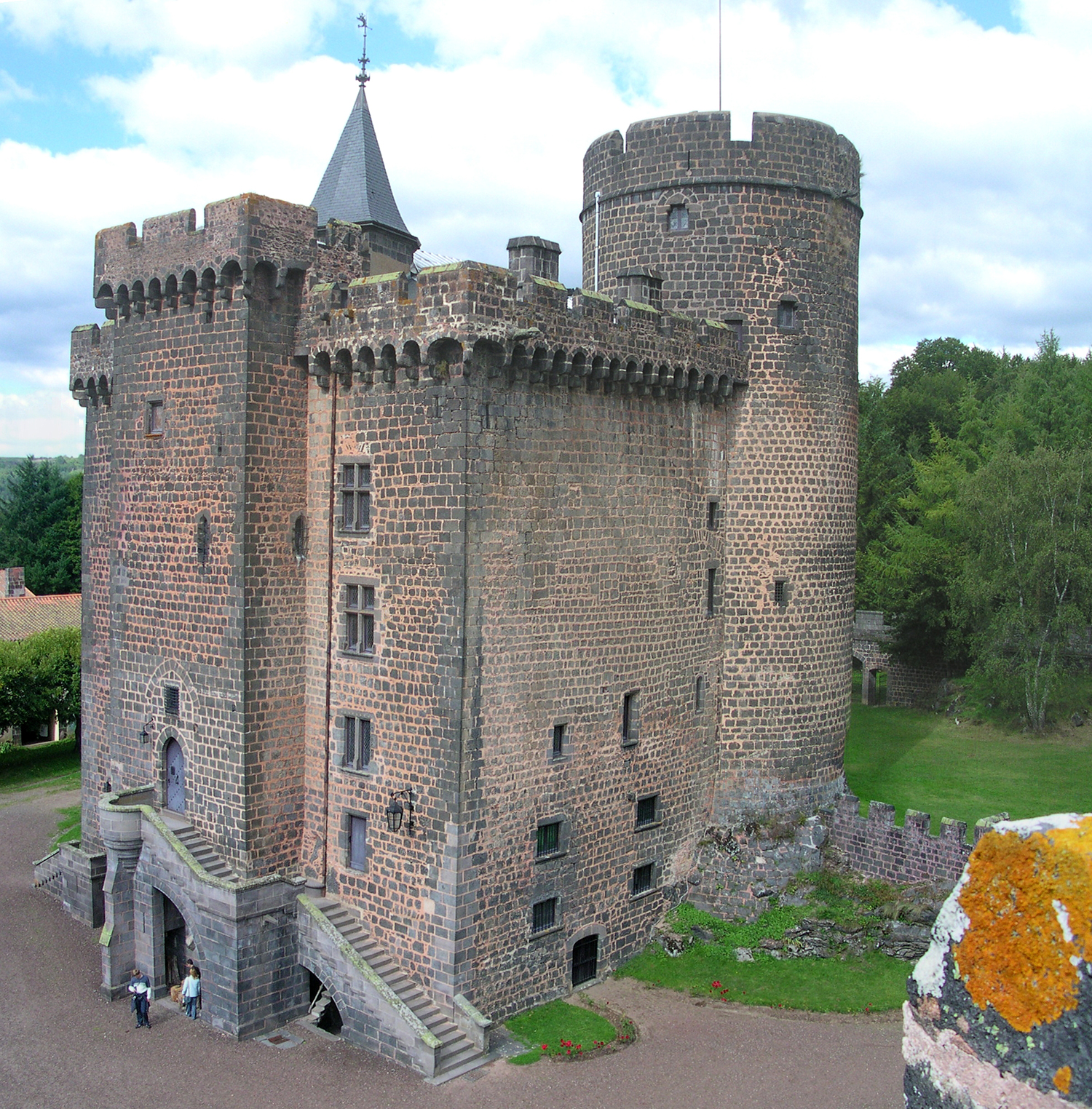
Le donjon de Château-Dauphin.
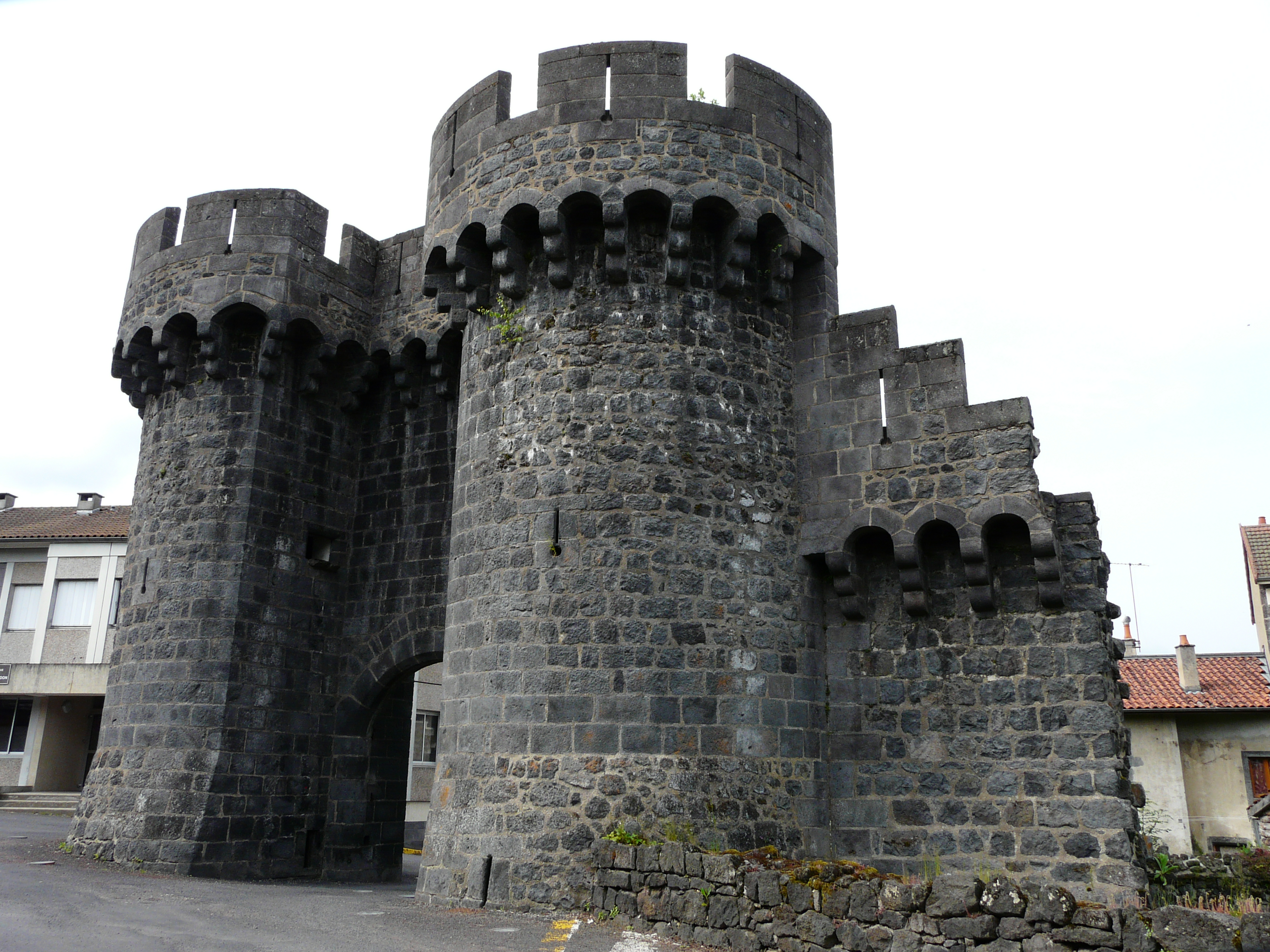
L'ancienne porte de ville.
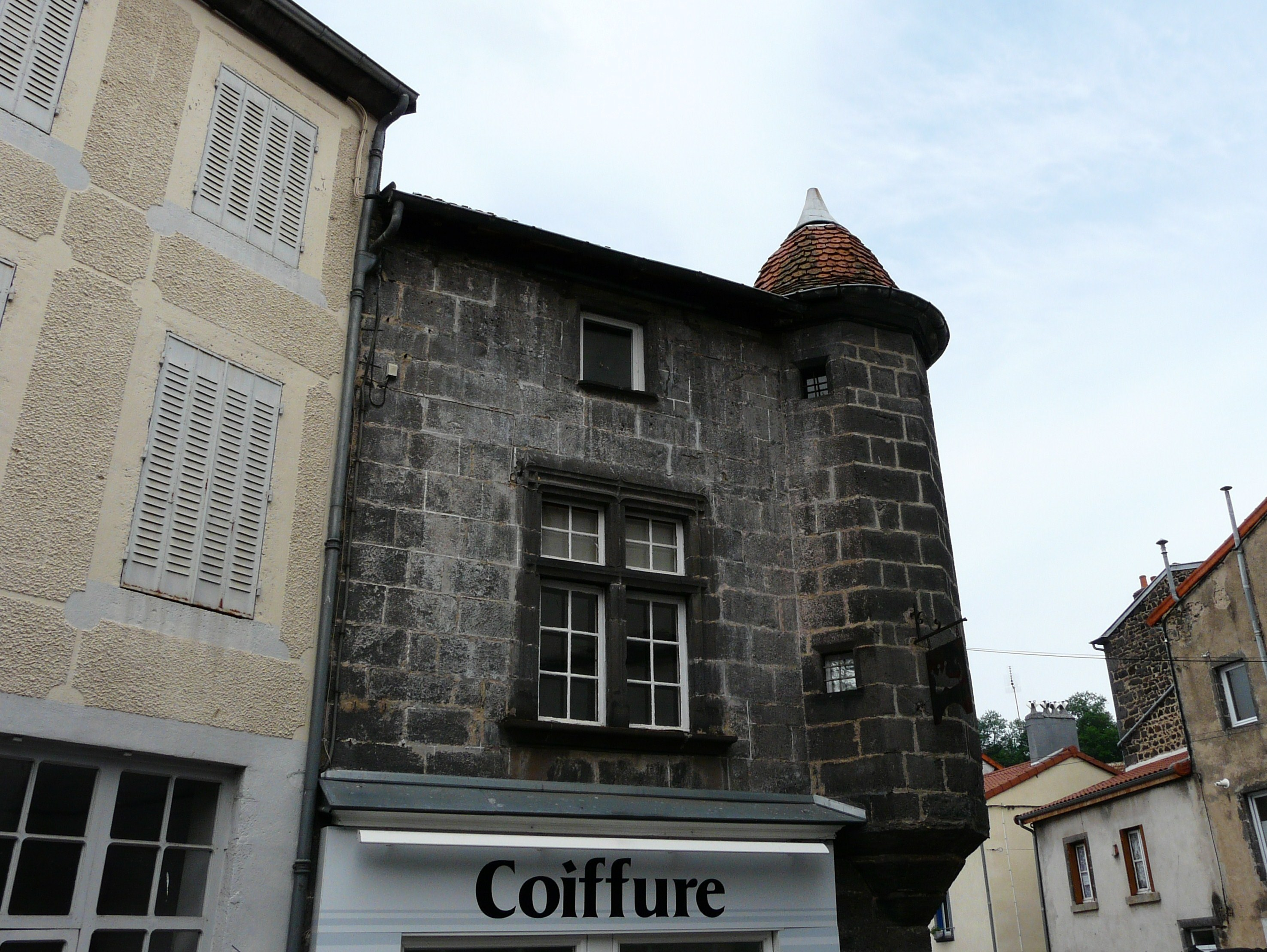
La « tour aux Chausses ».

### Personnalités liées à la commune

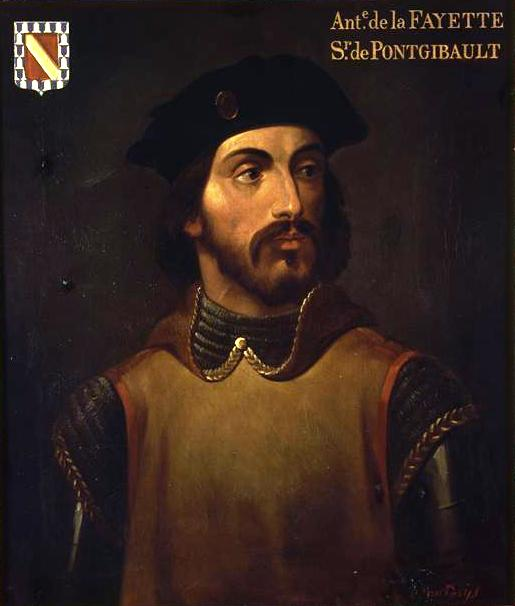
Antoine de La Fayette, seigneur de Pontgibault, École française (XIXe siècle), musée de l'Armée (Paris).

- Benezet Vidal, écrivain auvergnat de langue occitane[36].
- Antoine de La Fayette, seigneur de Pontgibault.
- Jacques Delille (1738-1813), possiblement né à Pontgibaud, poète, homme d'église.
- Albert-François de Moré de Pontgibaud (1754-1824), militaire et homme d'affaires.
- Charles Albert de Moré de Pontgibaud (1758-1837), compagnon de La Fayette dans la guerre d'indépendance américaine.
- Alphonse Pallu (1808-1880), ancien maire de Pontgibaud et créateur de la ville nouvelle du Vésinet avec Paul de Lavenne, comte de Choulot.
- Adrien Mabrut (1901-1987), député du Puy-de-Dôme, né à Pontgibaud.
- Gabriel Montpied (1903-1991), maire de Clermont-Ferrand de 1944 à 1973, inhumé à Pontgibaud.
- Henri Vidal (1919-1959), comédien, inhumé à Pontgibaud.
- Jean-Baptiste Donnet (1923-2014), né à Pontgibaud, ancien président de la Société française de chimie. Commandeur de la Légion d'honneur
- Guy Legay (1939-), né à Pontgibaud, cuisinier, meilleur ouvrier de France, directeur des cuisines de l'hôtel Ritz de 1980 à 2000. Commandeur de la Légion d'Honneur
- Anna Garcin (?-1981), peintre, résistante.